# Policajti z předměstí (seriál)
Policajti z předměstí jsou televizní seriál stanice TV Nova, který měl premiéru v roce 1999. Seriál se začal natáčet v roce 1998, režisérem byl Vít Olmer. TV Nova první díl seriálu odvysílala ku příležitosti svého pátého výročí. První díl byl vysílán v úterý 2. února 1999. Bylo natočeno 21 epizod.

## Synopse
Seriál vypráví o jednom policejním oddělení v pražských Strašnicích, kde se policisté pod vedením poručíka Sluníčka dostávají do různých všedních i nevšedních situací.

## Obsazení

### Hlavní role
| Josef Carda      | poručík Sluníčko      |
| Vlastimil Zavřel | nadpraporčík Čermák   |
| Michal Suchánek  | nadstrážmistr Kubele  |
| Milan Šimáček    | nadstrážmistr Zajíček |
| Dagmar Ďásková   | strážmistr Matušková  |
| Aleš Háma        | strážmistr Chroust    |

## Seznam dílů
1. Velký šéf
2. Cesty zlata
3. Pivo pro policii
4. Anglicky snadno a rychle
5. V rytmu valčíku
6. Jak vypadat vážně
7. Vzorná jednotka
8. Lepší vyhořet
9. Zátah na pedofily
10. Veselé velikonoce
11. Na holou ne!
12. Módní přehlídka
13. Byl pozdní večer...
14. Rychlejší než světlo
15. Milování v přírodě
16. Akce čisté ruce
17. Zásah v pravou chvíli
18. Měsíc v úplňku
19. Poslední opravdový chlap
20. Nejkrásnější věk
21. Narozeniny s vyhláškou